# Aplasia cutis congénita
La aplasia cutis congénita es una enfermedad presente desde el momento del nacimiento, que se caracteriza por la ausencia de las 3 capas de la piel, en ocasiones solo puede estar ausente una sola capa en algunas zonas del organismo, generalmente afecta el cuero cabelludo provocando calvicie de variable extensión y con menos frecuencia al tronco y las extremidades. La primera descripción fue realizada por Cordon en 1767, su incidencia es muy baja, pues solo se presentan entre 1 y 3 casos por cada 10.000 nacimientos, puede manifestarse como entidad aislada o asociarse a otras anomalías o malformaciones.

## Etimología
El nombre de la afección proviene del término griego a (sin), plassein (formación), y los latinos cutis (piel) y congenitus (con nacimiento).

## Causas
Se han descrito múltiples causas, entre ellas anomalías del útero materno que provocan compresión sobre el feto, anomalías del desarrollo embrionario con cierre incompleto del tubo neural, alteraciones genéticas como el Síndrome de Patau (trisomia 13), embarazos gemelares o triples, efectos teratogenos de algunos medicamentos administrados durante el embarazo, como el metimazol, carbimazol y ácido valproico.